# Аплікатура

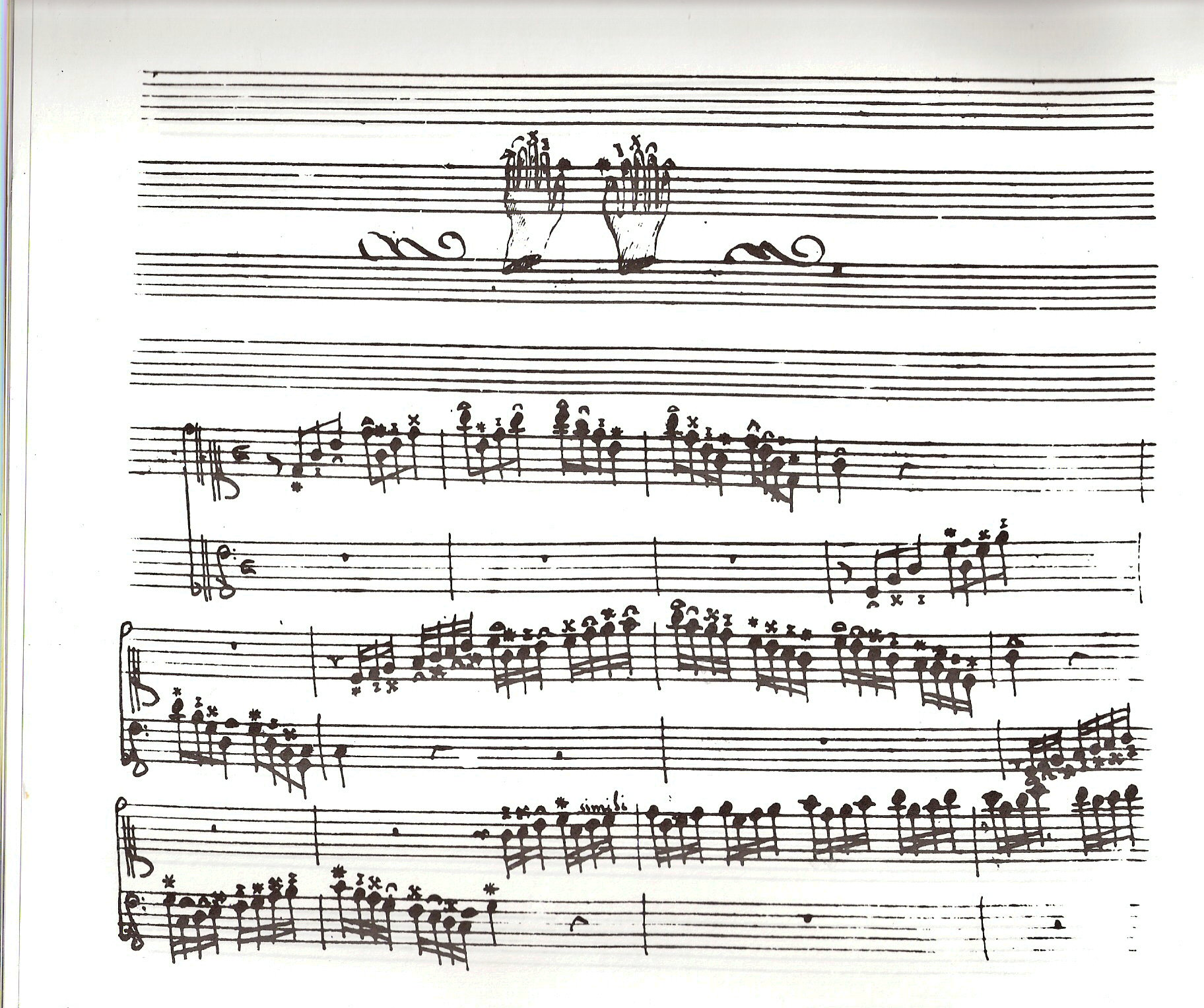
аплікатурні позначення в токаті А. Скарлатті (18 століття)

Аплікатура (від лат. applico — прикладаю, притискаю) — спосіб розташування й порядок чергування пальців при грі на музичному інструменті, а також позначення цього способу в нотах. Уміння знаходити природну і раціональну аплікатуру становить одну з найважливіших сторін виконавської майстерності інструменталіста. Добре підібрана аплікатура сприяє виразності виконання, полегшує подолання технічних труднощів, розвиває свободу орієнтування на грифі, клавіатурі, клапанах, у виконавців на струнних інструментах сприяє також чистоті інтонації.

## Еволюція аплікатури
Проблеми аплікатури вперше були розглянуті у роботі середньовічних музикантів — в «Трактаті про музику» («Tractatus de musica», між 1272 і 1304) чеського музиканта Єроніма Моравського, для клавішних інструментів — в трактаті «Мистецтво виконання фантазій» («Arte de taner Fantasia…», 1565) Томаса із Санта-Марія і в «Органної або інструментальної табулатурі» («Orgel-oder Instrumenttabulatur…», 1571) німецького органіста Е. Аммербаха.
Характерна риса цих аплікатур — використання обмеженої кількості пальців: при грі на смичкових інструментах в основному комбінувалися тільки перші два пальці й відкрита струна, застосовувалося також ковзання тим самим пальцем на хроматичний півтон; на клавішних застосовувалася аплікатура, заснована на перекладанні лише середніх пальців, тоді як крайні пальці, за рідкісним винятком, не діяли. Подібна система аплікатури і надалі залишалася типовою для смичкових віол і клавесина. У 15 столітті гра на віолах, обмежена в основному напівпозицією й першою позицією, була багатоголосної, акордової; пасажна техніка на віолі так гамба стала застосовуватися в 16 ст., зміна позицій — на рубежі 17-18 століть.
Значно більший розвиток одержала аплікатура на клавесині, що в 16-17 століттях став сольним інструментом. Жанр мініатюри, що культивувався клавесиністами, вимагав дрібної пальцевої техніки, переважно позиційної (у межах «позиції» руки). Звідси уникнення підкладання великого пальця, беззвучна зміна пальців на одній клавіші (doigte substituer), зісковзування пальця із чорної клавіші на білу (doigte de glisse) тощо Ці прийоми аплікатури систематизовані Ф. Купереном в трактаті «Мистецтво гри на клавесині» («L'art de toucher le clavecin», 1716).
Подальша еволюція аплікатури у виконавців на смичкових інструментах була зв'язана з розвитком позиційної гри, техніки переходів з позиції в позицію, у виконавців на клавішних інструментах — із впровадженням прийому підкладання великого пальця, що зажадало засвоєння на клавіатурі різних «позицій» руки.

## Сучасні позначення аплікатури
В нотах аплікатура позначається цифрами, що вказують, якої саме пальцем береться той або інший звук. У нотах для струнних смичкових інструментів пальці лівої руки позначаються цифрами від l до 4 (починаючи від вказівного пальця до мізинця), накладення великого пальця у віолончелістів — знаком Ǫ. Позначення «0» позначає гру на відкритій струні. У нотах для клавішних інструментів прийняте позначення пальців цифрами 1-5 (від великого пальця до мізинця кожної руки).